# 施溪长官司
施溪长官司，明朝洪武五年（1372年）改施溪漾头长官司置，治所在今贵州省玉屏侗族自治县东北下溪乡。属沅州卫。永乐十二年（1414年）改属思州府。清朝以后废。